# 22E busz (Budapest)
A budapesti 22E jelzésű autóbusz a Széll Kálmán tér és Budakeszi, Táncsics Mihály utca közlekedett. A járatot a Budapesti Közlekedési Zrt. üzemeltette. Csak munkanapokon a reggeli csúcsidőben közlekedett, a 22-es busz gyorsjárata volt.

## Története
2008. szeptember 8-ától a korábbi 22-es busz 22E jelzéssel közlekedett. 2012. május 11-én üzemzáráskor a járat megszűnt, a 22-es busz vette át a szerepét.

## Útvonala
| Budakeszi, Táncsics Mihály utca felé                                                                            | Széll Kálmán tér felé                                                                                           |
| --- | --- |
| Széll Kálmán tér M vá. – Szilágyi Erzsébet fasor – Budakeszi út – Fő utca – Budakeszi, Táncsics Mihály utca vá. | Budakeszi, Táncsics Mihály utca vá. – Fő utca – Budakeszi út – Szilágyi Erzsébet fasor – Széll Kálmán tér M vá. |

## Megállóhelyei
Az átszállási kapcsolatok között az azonos útvonalon, de sűrűbb megállási renddel közlekedő 22-es busz nincs feltüntetve!
| 0                                       | Széll Kálmán tér M végállomás                         | 23 | 5, 16, 16A, 21, 21A, 39, 91, 102, 116, 128, 129, 139, 149, 155, 156, 222 4, 6, 18, 59, 59A, 61 781, 782, 783, 784, 785, 786, 787, 789, 795, 801 |
| 5                                       | Budagyöngye                                           | 18 | 129, 222, 291 61 781, 782, 783, 784, 785, 786, 787, 789, 795                                                                                    |
| 7                                       | Kuruclesi út                                          | 16 | 102, 222 781, 782, 783, 784, 785, 786, 787, 789, 795                                                                                            |
| 10                                      | Vízművek                                              | 13 | 222 781, 782, 783, 784, 785, 786, 787, 789, 795                                                                                                 |
| 11                                      | Dénes utca                                            | 12 | 222 781, 782, 783, 784, 785, 786, 787, 789, 795                                                                                                 |
| 15                                      | Laktanya                                              | 7  | 222 |
| 17                                      | Országos Korányi TBC Intézet                          | 6  | 222 781, 782, 783, 784, 785, 786, 787, 789, 795                                                                                                 |
| Budapest–Budakeszi közigazgatási határa |                                                       |    | |
| 18                                      | Szanatórium utca (Vadaspark) (↓) Szanatórium utca (↑) | 5  | 222 781, 782, 783, 784, 785, 786, 787, 789, 795                                                                                                 |
| 19                                      | Erkel Ferenc utca                                     | 4  | 222 781, 782, 783, 784, 785, 786, 787, 789, 795                                                                                                 |
| 20                                      | Gyógyszertár                                          | 3  | 222 781, 782, 783, 784, 785, 786, 787, 789, 795                                                                                                 |
| 21                                      | Budakeszi, Városháza                                  | 2  | 758, 779, 781, 782, 783, 784, 785, 786, 787, 788, 789, 795                                                                                      |
| 22                                      | Erdő utca                                             | 1  | |
| 23                                      | Budakeszi, Táncsics Mihály utca végállomás            | 0  | 758, 779, 781, 782, 783, 784, 785, 786, 787, 788, 789, 795                                                                                      |